# Lamin Sanneh (Gouverneur)
Alh. Lamin Sanneh (* 1958 oder 1959) ist ein gambischer Verwaltungsbeamter. Er war von April 2020 bis Juni 2022 Gouverneur der West Coast Region (WCR).

## Leben
Sanneh, ein erfahrener Sportverwalter, war in vielen Abteilungen der Regierung tätig. Vor seiner Versetzung in das Bildungsministerium arbeitete er im Nationalen Sportrat, als Entwicklungsbeauftragter und Sportkoordinator für Western. Er war auch sieben Jahre lang als Ratsmitglied im Brikama Area Council für den Wahlkreis Foni Bintang Karanai tätig. Dann arbeitete Sanneh im Büro des Gouverneurs in der West Coast Region, als stellvertretender Manager, mit dem President’s Empowerment of Girls Education Project (PEGEP) zusammen.
Sanneh wurde am 23. Juni 2008 zum Gouverneur der West Coast Region ernannt. Er wurde Nachfolger von Abdou F. M. Badjie. Anfang Mai 2014 wurde er zum 2. Staatssekretär (permanent secretary number 2) im Ministerium für Land und Regionalregierung ernannt. Seine Nachfolgerin wurde Aminata Sifai Hydara
Am 13. April 2020 wurde Sanneh von der Regierung Adama Barrow erneut zum Gouverneur der West Coast Region ernannt, er ersetzt Bakary Sanyang, der das Amt des Ombudsmann angenommen hatte. Im Juni 2022 wurde er von Ousman J. Bojang abgelöst.